# Коле Цингаро (Кјети)
Коле Цингаро (итал. Colle Zingaro) је насеље у Италији у округу Кјети, региону Абруцо.
Према процени из 2011. у насељу је живело 153 становника. Насеље се налази на надморској висини од 690 м.